# Knoxville, Iowa
Knoxville är en stad (city) i Marion County, i delstaten Iowa, USA. Enligt United States Census Bureau har staden en folkmängd på 7 319 invånare (2011) och en landarea på 12 km². Knoxville är huvudort i Marion County.